# Nourlan Balguimbayev
 (novembre 2010).
Si vous disposez d'ouvrages ou d'articles de référence ou si vous connaissez des sites web de qualité traitant du thème abordé ici, merci de compléter l'article en donnant les références utiles à sa vérifiabilité et en les liant à la section « Notes et références ».
Nourlan Outébovitch Balguimbayev (kazakh : Нұрлан Өтепұлы Балғымбаев, Nourlan Ötepouly Balghymbaïev ; russe : Нурлан Утебович Балгимбаев), né le 20 novembre 1947 à Atyraou et mort le 14 octobre 2015 dans la même ville, est un homme d'État et homme d'affaires du Kazakhstan.

## Biographie
Nourlan Balguimbayev a été le troisième Premier ministre de la République du Kazakhstan du 10 octobre 1997 au 1er octobre 1999.